# 개구쟁이 스머프 (2021년 애니메이션)
《개구쟁이 스머프》(Les Schtroumpfs)는 엘립스 스튜디오와 페요 프로덕시옹이 제작한 벨기에의 TV 애니메이션 시리즈다. 페요의 동명의 만화를 기반으로 한 세 번째 텔레비전 시리즈다. 라 트와(La Trois)의 어린이 편성 블록인 오프티비(OUFtivi)에서 2021년 4월 18일에 첫 방송됐다.

## 에피소드
| 시즌 | 시즌 | 회수 | 방송 날짜       | 방송 날짜       |
| 시즌 | 시즌 | 회수 | 시즌 시작       | 시즌 종료       |
| ---- | ---- | ---- | --------------- | --------------- |
|      | 1    | 52   | 2021년 4월 18일 | 2022년 3월 20일 |
|      | 2    | 52   | 2022년 7월 18일 | 2023년 2월 1일  |
|      | 3    | 52   | 2024년 8월 25일 | 2025년 5월 25일 |